# Üzeyir Hacıbəyov
Üzeyir Hacıbəyov (azer. اوزئییر حاجی‌بَی‌اوو, ros. Узеир Гаджибеков; ur. 5 września?/17 września 1885 w Ağcabədi, zm. 23 listopada 1948 w Baku) – azerski i radziecki kompozytor. Autor hymnu Azerbejdżanu.
Zasłużony Działacz Sztuk Azerbejdżańskiej SRR (1935). Ludowy Artysta ZSRR (1938). Odznaczony Orderem Lenina (1938). Dwukrotny laureat Nagrody Stalinowskiej (1941, 1946).